# Eusparassus bicorniger
Eusparassus bicorniger är en spindelart som först beskrevs av Pocock 1898.  Eusparassus bicorniger ingår i släktet Eusparassus och familjen jättekrabbspindlar. Inga underarter finns listade i Catalogue of Life.